# Andersvænge
Andersvænge er et område på Rosenkildevej i den nordlige del af Slagelse by. Det var oprindeligt én samlet centralinstitution, men i dag består området af flere forskellige selvstændige boliger og andre tilbud primært til mennesker der er udviklingshæmmede. En del af området er udlagt som park.

## Etableringen af Andersvænge
Byrådet i Slagelse Kommune blev den 24. januar 1938 orienteret om, at bestyrelsen for Østifternes Aandssvageanstalt ønskede at opføre en anstalt i Slagelse med plads til cirka 225 "arbejdsføre, oplæringsmulige lettere aandssvage unge Mænd og Kvinder". Efterfølgende blev det aftalt, at et areal på 24,33 ha jord på "Nordre Mark" for enden af Rosenkildevej i Slagelse skulle overdrages vederlagsfrit fra Slagelse Kommune til Østifernes Aandssvageanstalt. Udgifterne til etablering af diverse forsyningsledninger til den nye anstalt på cirka 90.000 kroner blev delt mellem aandsvageanstalten og kommunen. Inden udgangen af 1938 var alle godkendelser på plads og byggeriet kunne gå i gang.
Bygningerne til beboerne skulle ikke opføres som åndssvageanstalter fra århundredesskiftet. De skulle bygges som et moderne boligbyggeri i røde mursten med store vinduer og lyse rum. Bygningerne skulle placeres skråt overfor hinanden og måtte ikke overstige to etager. Det var oprindeligt planlagt, at der skulle bygges ti pavillonbygninger til beboelse, men der blev kun bygget ni pavilloner. Den sidste blev aldrig bygget. Ud over boligpavillonerne blev der også bygget administrations- og økonomibygning, et internt sygehus, centralkøkken, vaskeri, festsal samt overlæge-, funktionær-, og inspektørboliger. Det samlede byggeri kostede 1,9 millioner kroner og inventaret 200.000 kroner. Alle 225 beboere skulle have eneværelser. Arkitekt var Ove Huus og firmaet Birch og Krogboe stod for byggeriet. Slagelse bys skytshelgen er Hellig Anders. Derfor fik stedet navnet Andersvænge.
Det var planen, at Andersvænge skulle tages i brug 1. maj 1940. Under 2. verdenskrig blev Danmark besat af Tyskland den 9. april 1940. Krigen betød, at der var frygt for, at tyskerne ville beslaglægge den næsten færdigbyggede institution til brug for blandt andet indkvartering af tropper. Derfor besluttede formanden for Østifternes Aandssvageanstalt Kristian Hansen Kofoed og Slagelse Kommunes borgmester Melgaard i al hemmlighed at flytte patienterne fra åndssvageinstitutionen Hübertzminde på Christianshavn i København til Andersvænge i Slagelse. Hübertzminde lå placeret lige op til Holmens Kaserne, der var blevet besat af tysk militær. Man frygtede derfor, at området kunne blive bombemål. Så med flytningen løste man to problemer på en gang. For det første kom patienterne væk fra et muligt bombemål, og for det andet fik man belagt Andersvænge, så det ikke længere var oplagt at benytte institutionen til militære formål. Men udfordringen var, at patienterne fra Hübersminde var meget dårligere fungerende end det klientel Andersvænge var bygget til. Kort tid efter flyttede 150 af de beboere som Andersvænge oprindeligt var bygget til ind. Det betød overbelægning, og det blev nødvendigt at bygge om og indrette sovesale i stedet for eneværelser.
Den officielle indvielse af Andersvænge fandt sted den 27. august 1940. Andersvænges areal blev fordoblet i begyndelsen af 1950'erne, og der blev opført to store bygninger i tre etager til åndssvage med stort behov for omsorg og pleje. K bygningen blev indrettet til kvinder og M bygningen indrettedes til mænd. Det var også i 1950'erne, at isolationsafdelingen L blev bygget. I begyndelsen af 1960'erne boede der 680 på Andersvænge. I løbet af 1960'erne skiftede behandlingen fra en lægelig til socialpædagogisk og undervisningsmæssig behandling.

## Andersvænge fra stat til amt og til kommune
I 1980 overtog Vestsjællands Amtskommune driftherreansvaret for Andersvænge fra staten. Amtsrådet i Vestsjællands Amtskommune besluttede, at døgninstitutionen Andersvænge skulle ophøre pr. 31. december 1990. Fra 1. januar 1991 blev Andersvænges boafdelinger omdannet til 17 selvstændige institutioner med egen forstander og egnen selvstændig økonomi. En boafdeling for børn, Fasanmarken på Skanderborgvej, var på det tidspunkt allerede omdannet til en selvstændig institution. Så pr. 1. januar 1991 var der i alt 18 selvstændige døgninstitutioner på området. Flere institutioner på området er efterfølgende blevet lagt sammen og det samlede antal institutioner reduceret. Det var også på initiativ af Vestsjællands Amt, at området Andersvænge i 2003 skiftede navn til Rosenkildeparken. Da amterne blev nedlagt i 2007 overtog Slagelse Kommune driftsherreansvaret fra amtet for området og institutionerne i Rosenkildeparken.
Andersvænge hedder i dag Roskildeparken, og er hjemsted for Dansk Forsorgshistorisk Museum
 Museet er indrettet i den bygning, hvor der oprindeligt var vaskeri, centralkøkken og snedkeri.